# Tulasnella anguifera
Tulasnella anguifera är en svampart som beskrevs av P. Roberts 1992. Tulasnella anguifera ingår i släktet Tulasnella och familjen Tulasnellaceae.   Inga underarter finns listade i Catalogue of Life.